# سقنقورهای چغر
سقنقورهای چغر (نام علمی: Trachylepis) سرده‌ای از سقنقورها هستند که بیشتر در قاره آفریقا زندگی می‌کنند. سقنقور نوروها در جزیره فرناندو دی نوروها نزدیک برزیل پراکنده است. گونه‌هایی دیگر از این سرده در آمریکای لاتین زندگی می‌کنند.